# Ténébrisme

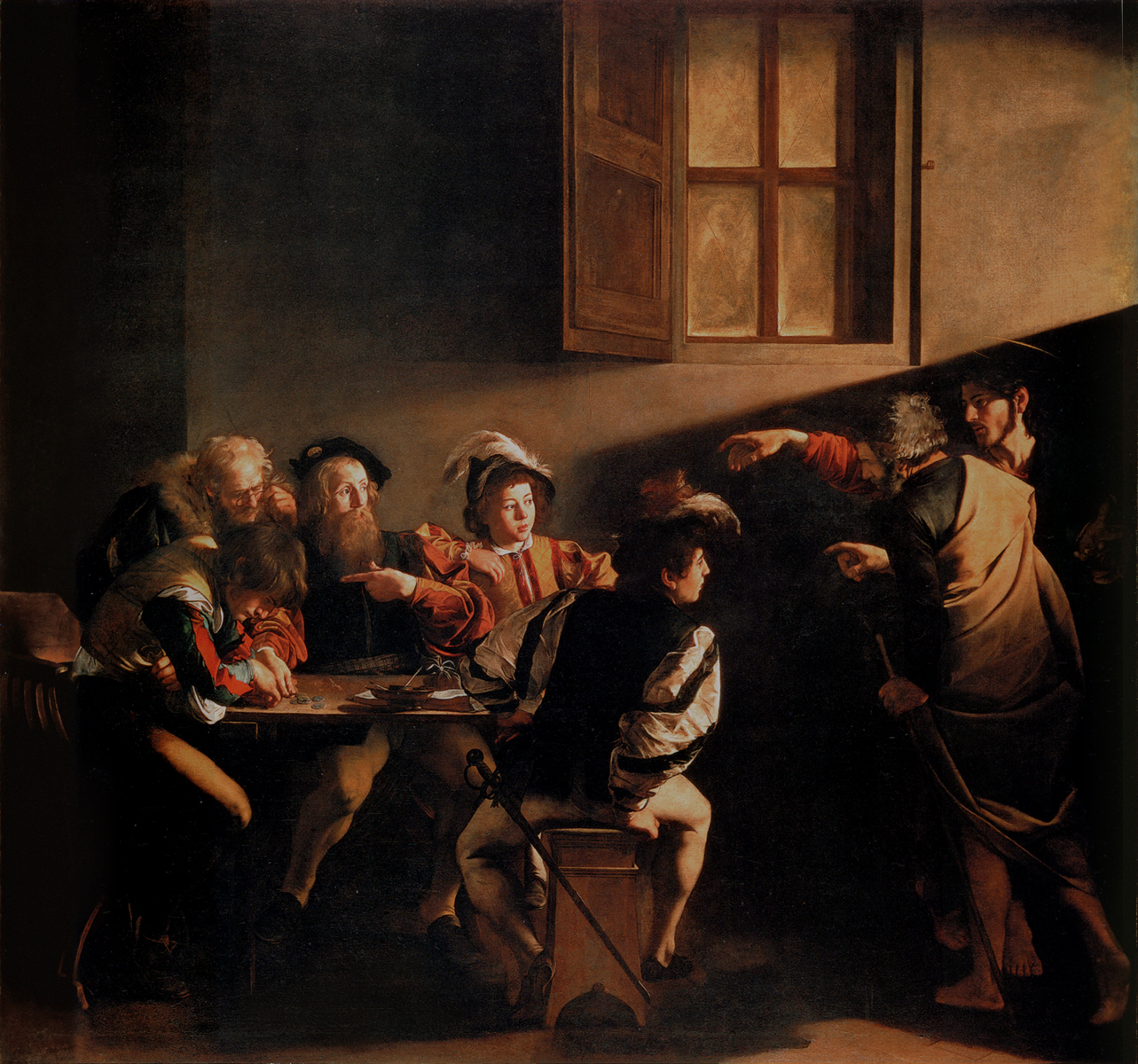
La Vocation de saint Matthieu, du Caravage.

Le ténébrisme (en italien, tenebroso) est un style de peinture d'art où la lumière directe, sans diffusion, produit des effets de lumière contrastés avec les zones non éclairées qui dominent et servent de fond. Ainsi, les volumes se détachent en pleine lumière sur les ténèbres qui les environnent.
Le ténébrisme est l'une des caractéristiques du caravagisme mais cette pratique, comme la lumière naturelle directe et tout comme la peinture à la chandelle, était déjà employée dans la peinture italienne et en Europe du Nord avant Caravage. Le succès que Le Caravage a obtenu après la réalisation de l'ensemble des peintures de Saint-Louis-des-Français (1599-1600) et le prix atteint, de son vivant, par ses tableaux, ont entrainé un usage massif de procédés, dont le ténébrisme, observable dans ses tableaux, a suscité un engouement chez de très nombreux peintres, dont ceux que l’on appelle les caravagesques.

## Principes

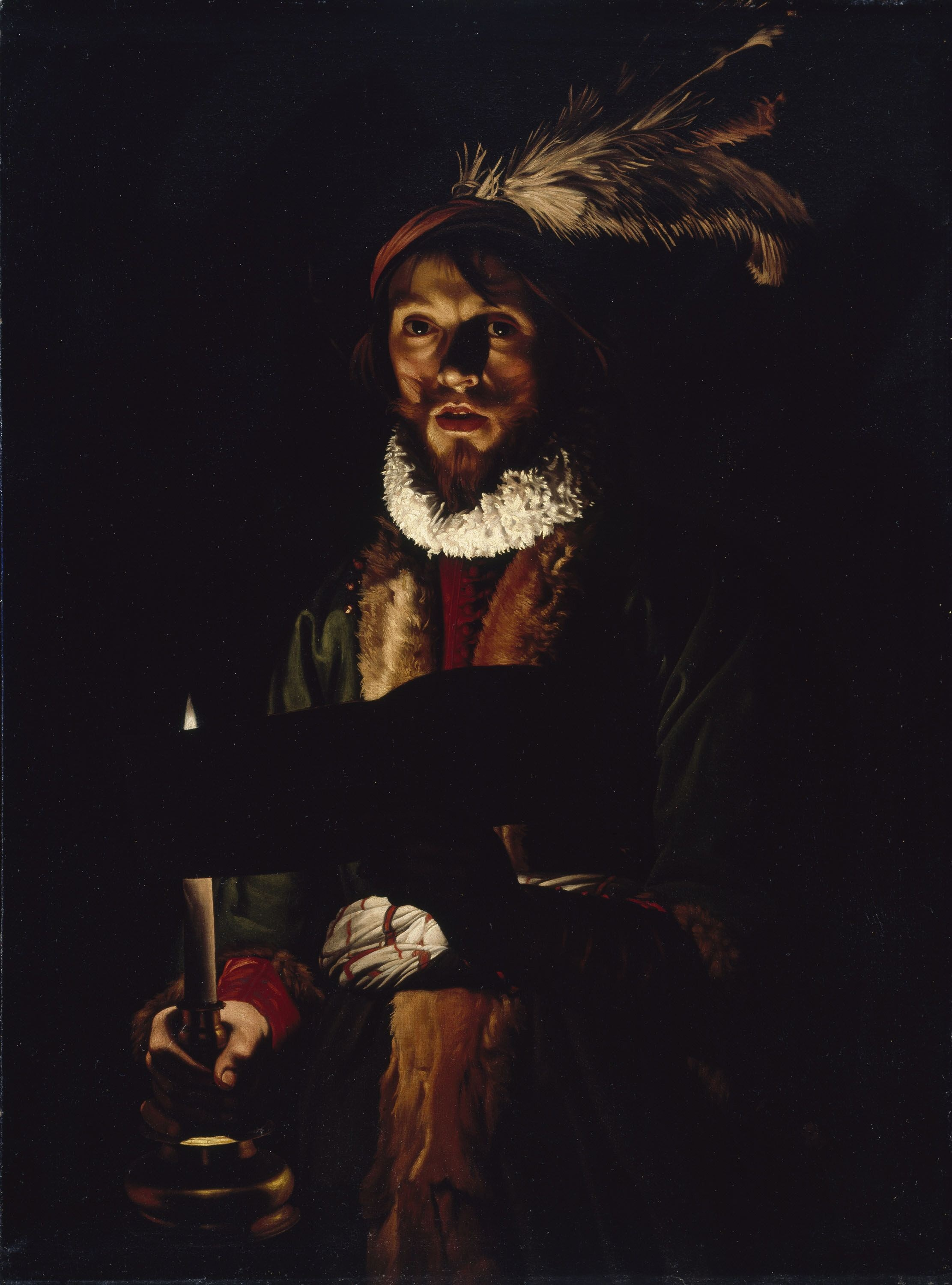
Adam de Coster, Homme chantant à la chandelle (123 × 93 cm), 1625-1635, National Gallery of Ireland.
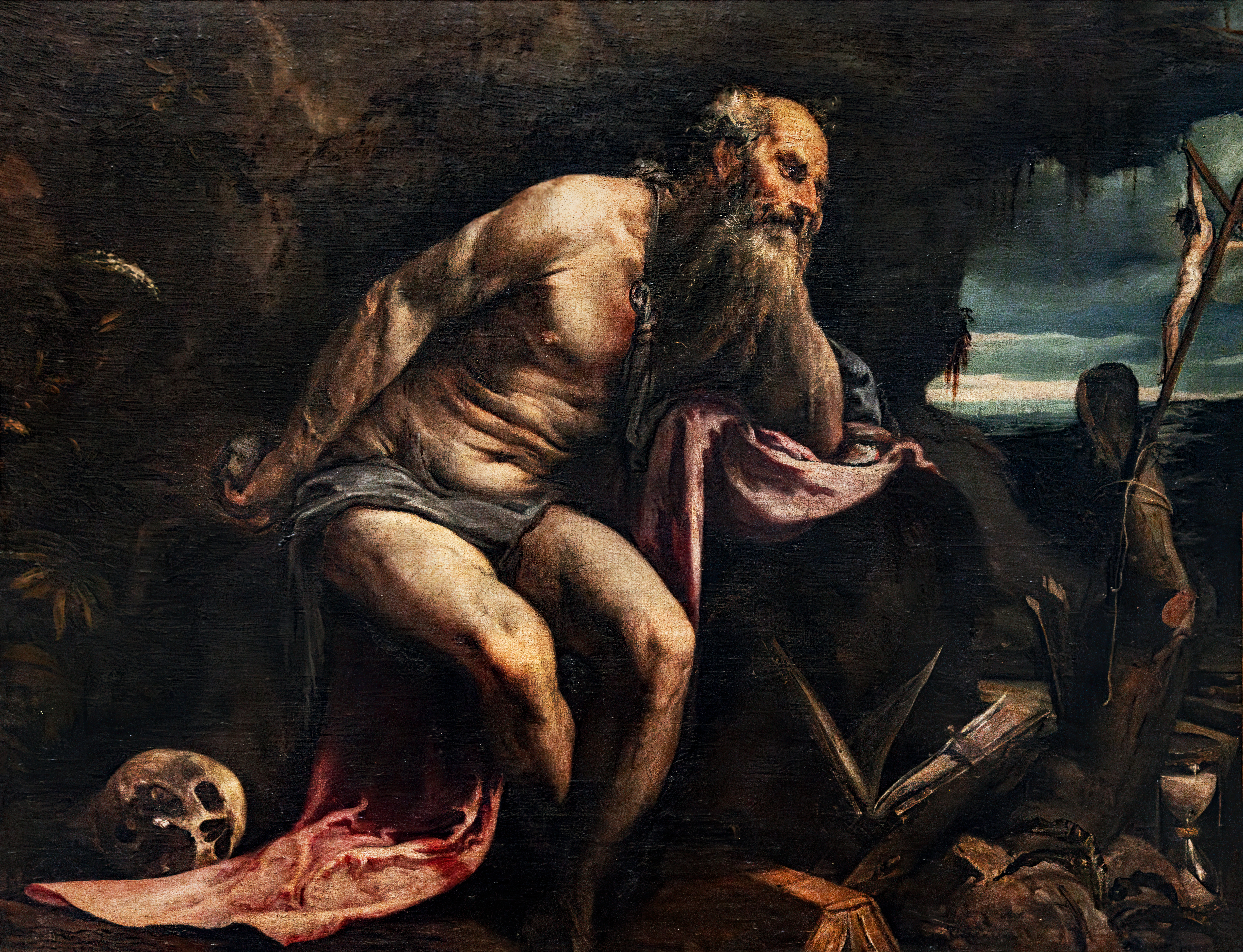
Jacopo Bassano, Saint Jérôme, huile sur toile (119 × 155 cm), 1556.
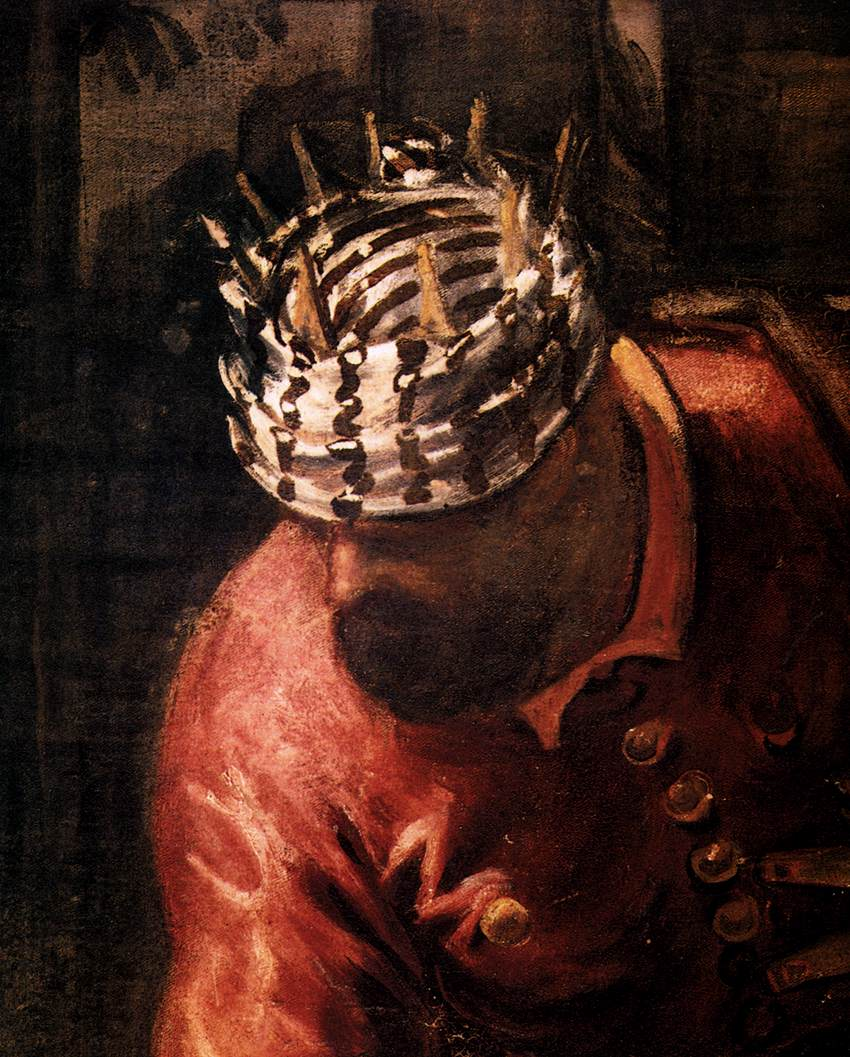
Tintoret, L’Adoration des mages (détail), huile sur toile, vers 1582, Scuola Grande di San Rocco, Venise.
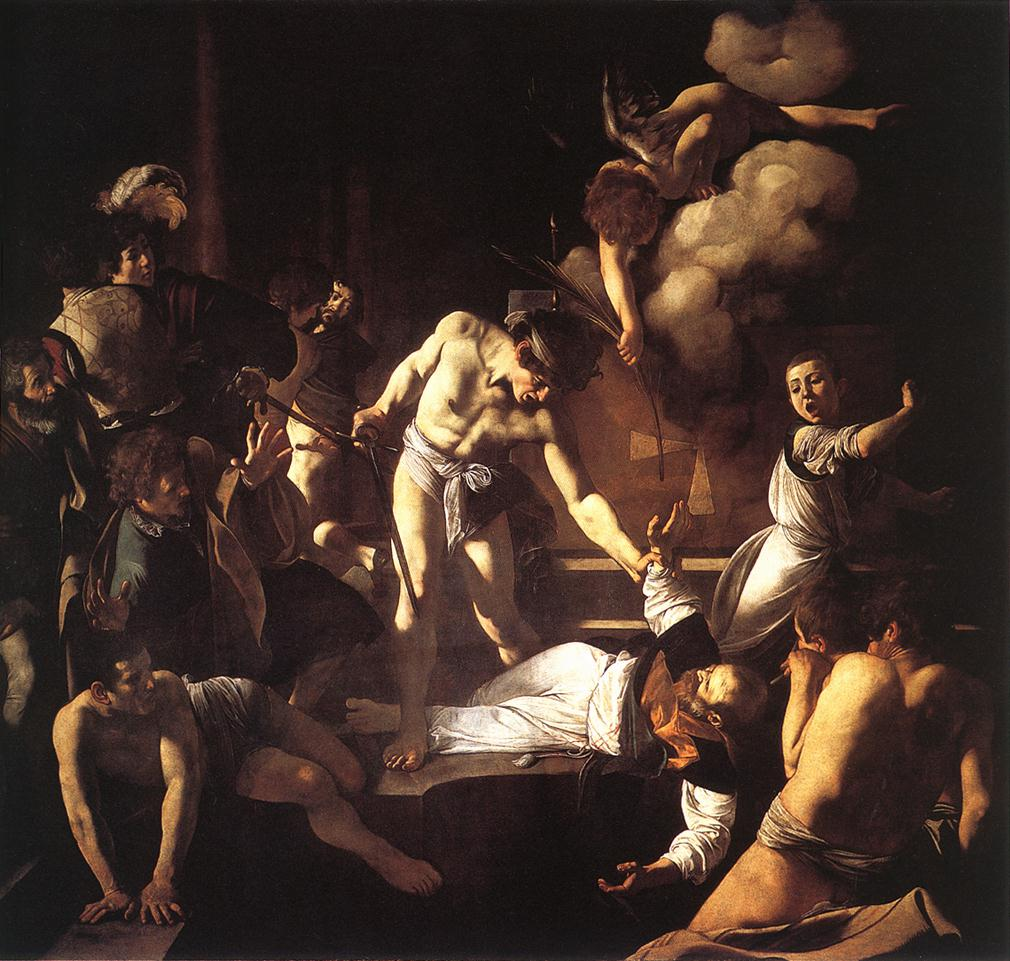
Le Caravage, Le Martyre de saint Matthieu, huile sur toile (323 × 343 cm), 1599-1600, Rome, chapelle Contarelli, San Luigi dei Francesi.
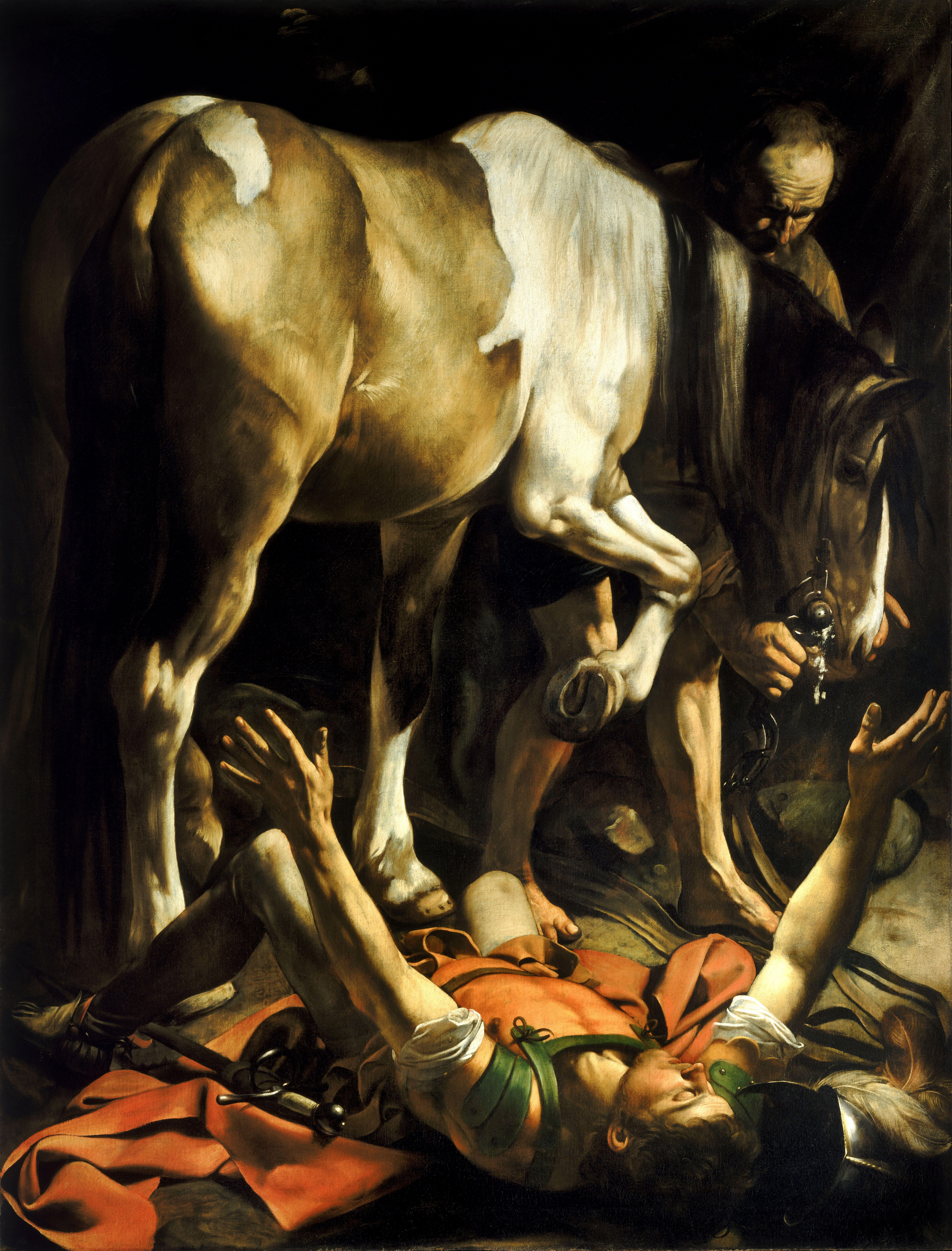
Le Caravage, La Conversion de saint Paul sur le chemin de Damas, huile sur toile (230 × 175 cm), 1604.
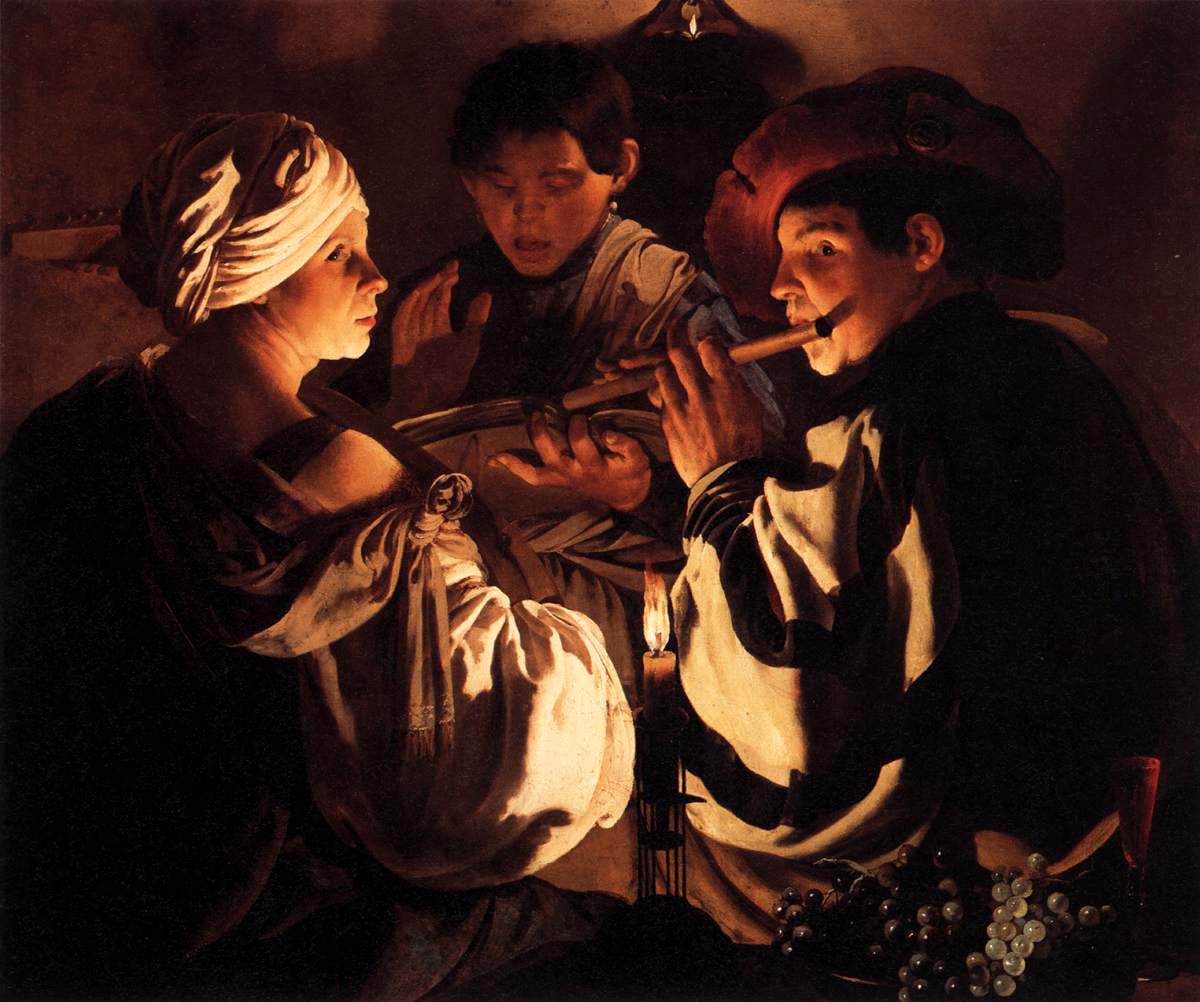
Hendrick ter Brugghen, Le Concert, huile sur toile (99,1 × 116,8 cm), 1627, National Gallery, Londres.
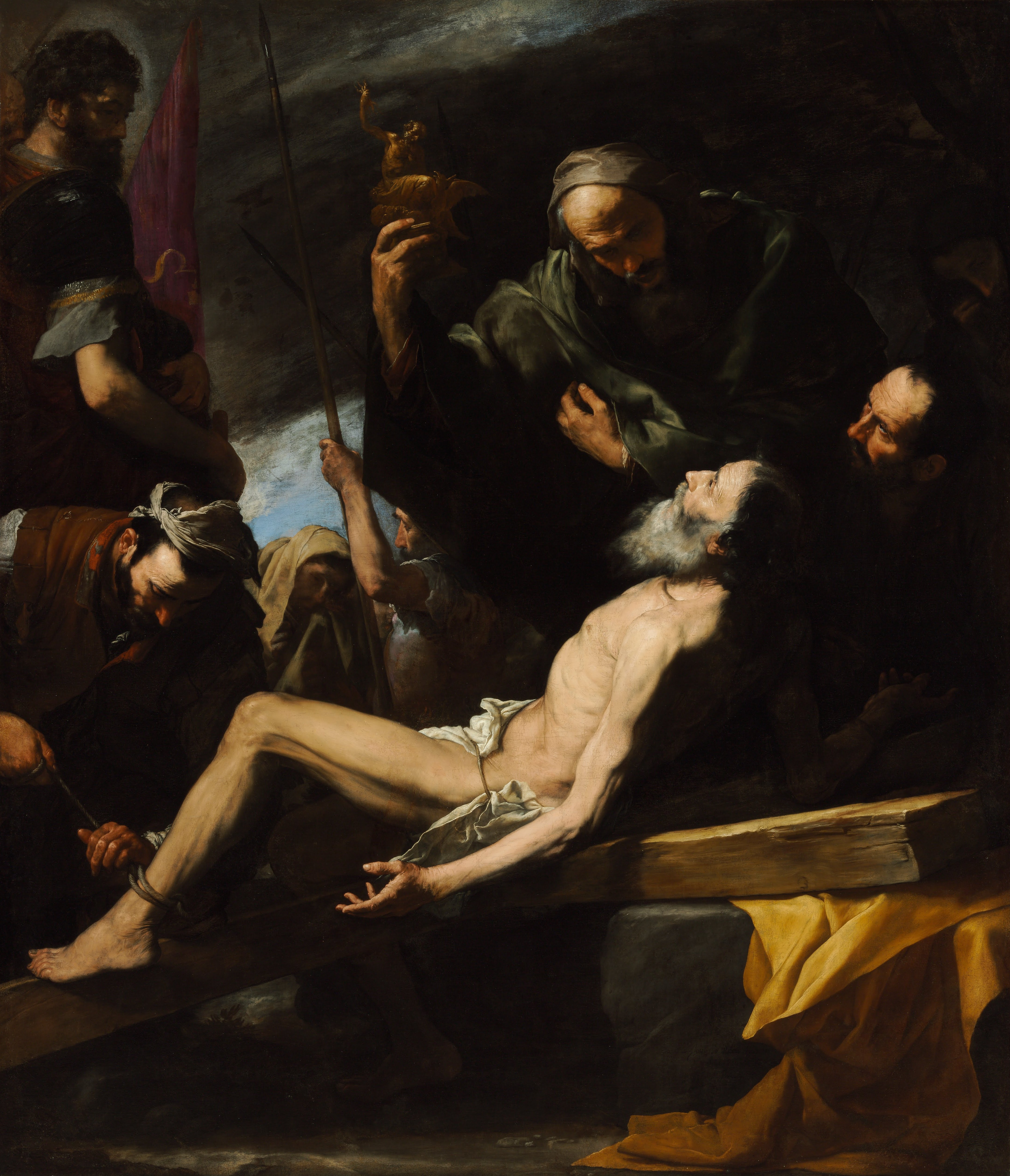
José de Ribera, Le Martyre de Saint André, huile sur toile (209 × 183 cm), 1628, musée des beaux-arts de Budapest.
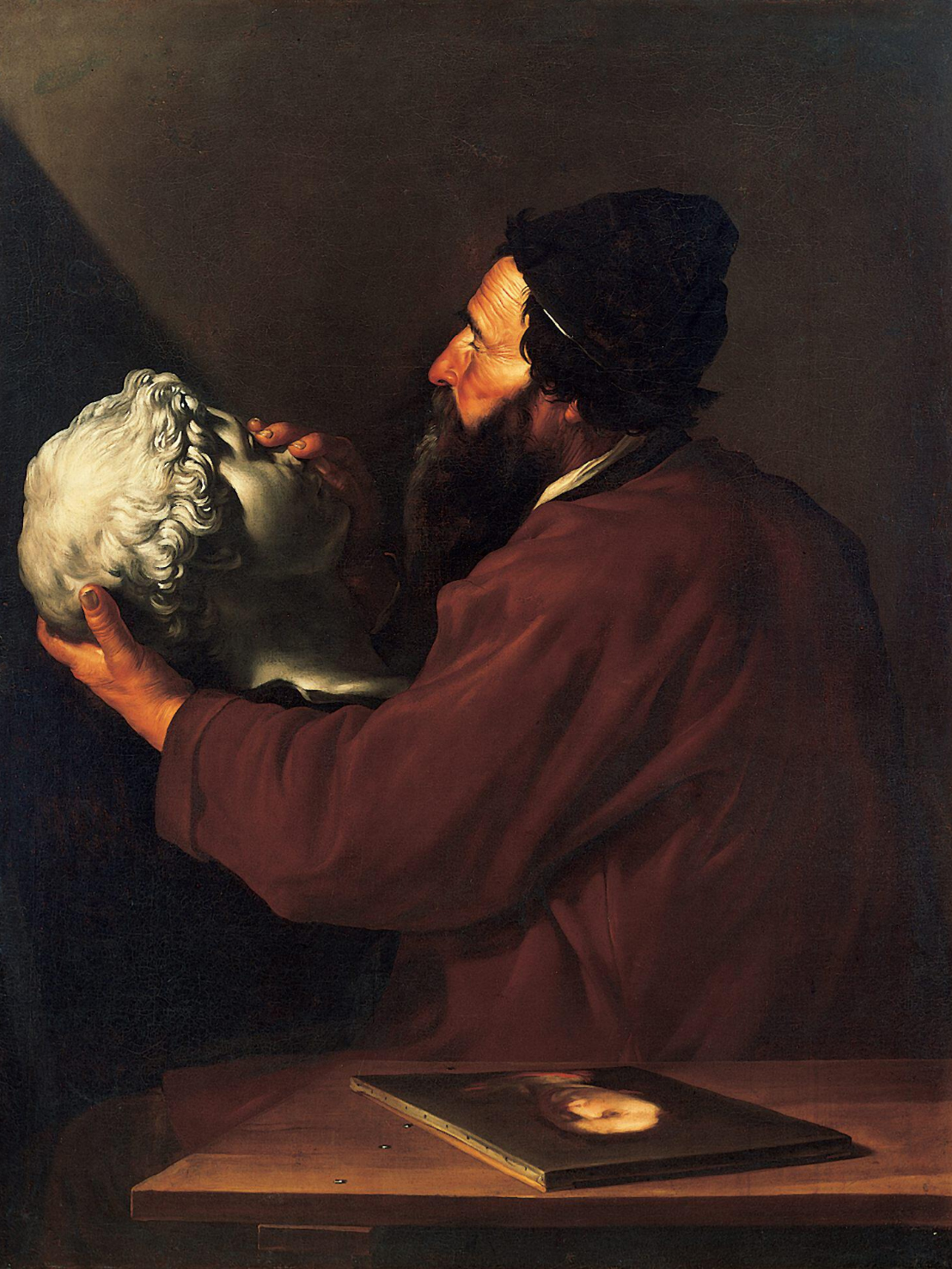
José de Ribera, Allégorie des sentiments, huile sur toile (114 × 88 cm), v. 1630, Norton Simon Foundation.

Le terme est habituellement appliqué aux artistes à partir du XVIIe siècle, bien que le Tintoret, Jacopo Bassano et El Greco soient considérés comme ténébristes alors qu'ils pratiquent en général le clair-obscur. Mais certaines de leurs peintures correspondent à la pratique du ténébrisme. El Greco a ainsi peint Garçon allumant une chandelle, ou soufflant sur un tison (Muchacho encendiendo una candela, ou El soplón, 1570-1572, Museo Nazionale Di Capodimonte, Naples) qui relève pleinement du ténébrisme.
Cet art est parfois qualifié de vulgaire car il emprunte ses sujets à la vie quotidienne et la lumière surgissant des ténèbres comme instrument de spiritualité qui s'affirme dans cette époque de la Contre-Réforme.
Parmi les ténébristes les plus connus, si on peut placer Le Caravage, généralement vu comme celui qui a rendu courant ce genre (dont le style encore plus précis est nommé caravagisme), il faut lui rendre  ses suiveurs italiens et hollandais (l'école d'Utrecht), et en particulier Francisco Ribalta, Jusepe de Ribera et leurs suiveurs espagnols. Il est parfois appliqué à Georges de La Tour, qui a peint beaucoup de scènes éclairées par seulement  une bougie, également à Rembrandt et à Zurbarán.
Il faut distinguer dans le ténébrisme le courant esthétique du mode d’expression qui s'en inspire : ainsi le terme n'est pas souvent employé pour Adam Elsheimer, bien qu'il ait été un innovateur important dans les scènes nocturnes de peinture éclairées seulement dans certaines zones qui sont toujours pleines de détail et d'intérêt. Des compositions postérieures et semblables ont été peintes par Eugène Delacroix, Joseph Wright of Derby et d'autres artistes du mouvement romantique, mais le terme est rarement employé pour caractériser leur travail en général.

La différence entre le ténébrisme et le clair-obscur a peut-être été exprimée au mieux par Rudolf Wittkower :

« Avec les isolats de lumière de Caravaggio, elle ne crée ni l'espace ni l'atmosphère. L'obscurité dans ses images est quelque chose de négatif, l'obscurité est où la lumière n'est pas, et c'est pour cette raison que la lumière se heurte sur ses figures et objets comme sur les formes pleines et impénétrables et ne les dissout pas, comme cela se produit dans le travail du Titien, du Tintoret et de Rembrandt. »